# Departamento de Transporte de Indiana
El Departamento de Transporte de Indiana (en inglés: Indiana Department of Transportation, INDOT) es la agencia estatal gubernamental encargada en la construcción y mantenimiento de las carreteras estatales y federales del estado de Indiana. La sede de la agencia se encuentra ubicada en Indianápolis, Indiana. 

## Distritos

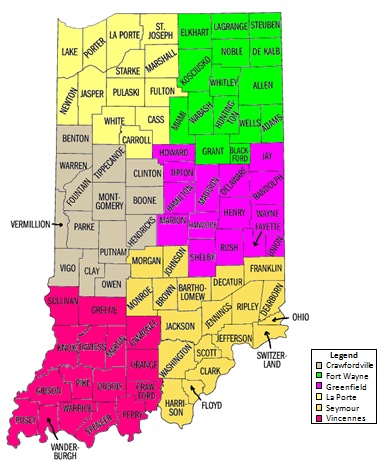
Mapa de los distritos de INDOT

INDOT está dividido en seis distritos para propósitos administrativos:
| Distrito       | Subdistritos                                                     | Condados |
| -------------- | ---------------------------------------------------------------- | --- |
| Crawfordsville | Cloverdale, Crawfordsville, Fowler, Frankfort, Terre Haute       | Benton, Boone, Clay, Clinton, Fountain, Hendricks, Montgomery, Owen, Parke, Putnam, Tippecanoe, Vermillion, Vigo and Warren                                                     |
| Fort Wayne     | Angola, Bluffton, Elkhart, Fort Wayne, Wabash                    | Adams, Allen, DeKalb, Elkhart, Fulton, Grant, Huntington, Kosciusko, LaGrange, Miami, Noble, Steuben, Wabash, Wells, Whitley and parts of Jay and Blackford                     |
| Greenfield     | Albany, Cambridge, Greenfield, Indianapolis, Tipton              | Delaware, Fayette, Hamilton, Hancock, Henry, Howard, Jay, Madison, Marion, Randolph, Rush, Shelby, Tipton, Union and Wayne                                                      |
| LaPorte        | Gary, LaPorte, Monticello, Plymouth, Rensselaer, Winamac         | Carroll, Cass, Fulton, Jasper, Lake, LaPorte, Marshall, Newton, Porter, Pulaski, St. Joseph, Starke and White                                                                   |
| Seymour        | Aurora, Bloomington, Columbus, Falls City (Clarksville), Madison | Bartholomew, Brown, Clark, Dearborn, Decatur, Floyd, Franklin, Harrison, Jackson, Jefferson, Jennings, Johnson, Monroe, Morgan, Ohio, Ripley, Scott, Switzerland and Washington |
| Vincennes      | Evansville, Linton, Paoli, Tell City, Vincennes                  | Crawford, Daviess, Dubois, Gibson, Greene, Knox, Lawrence, Martin, Orange, Perry, Pike, Posey, Spencer, Sullivan, Vanderburgh and Warrick                                       |